# Нарою
Нарою — река в России, протекает Ненецком автономном округе. Устье реки находится в 44 км по левому берегу реки Неруты. Длина реки составляет 19 км.

## Данные водного реестра
По данным государственного водного реестра России относится к Двинско-Печорскому бассейновому округу, водохозяйственный участок — реки бассейна Баренцева моря от восточной границы бассейна р. Печора до восточной границы бассейна р. Бол. Ою. Речной бассейн реки — бассейны рек междуречья Печоры и Оби, впадающие в Баренцево море.
Код объекта в государственном водном реестре — 03060000112103000084968.